# 불 테리어

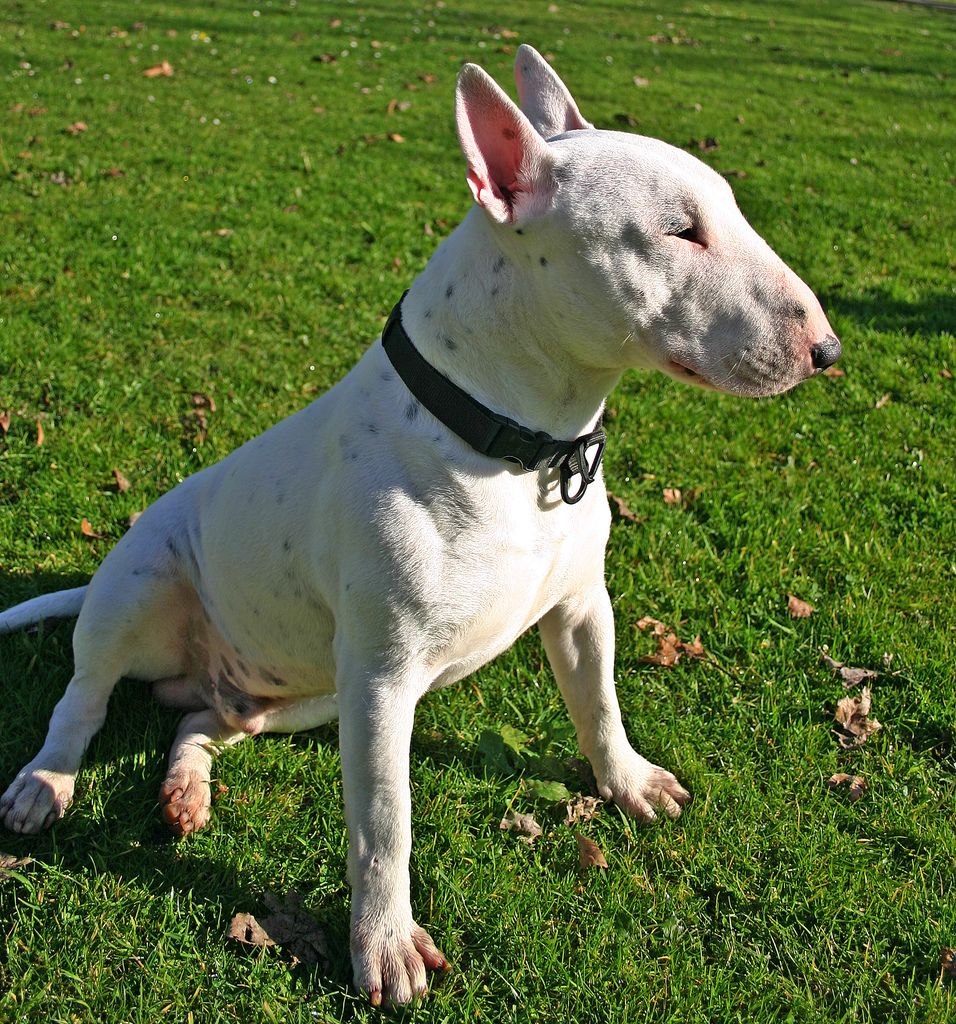
불 테리어

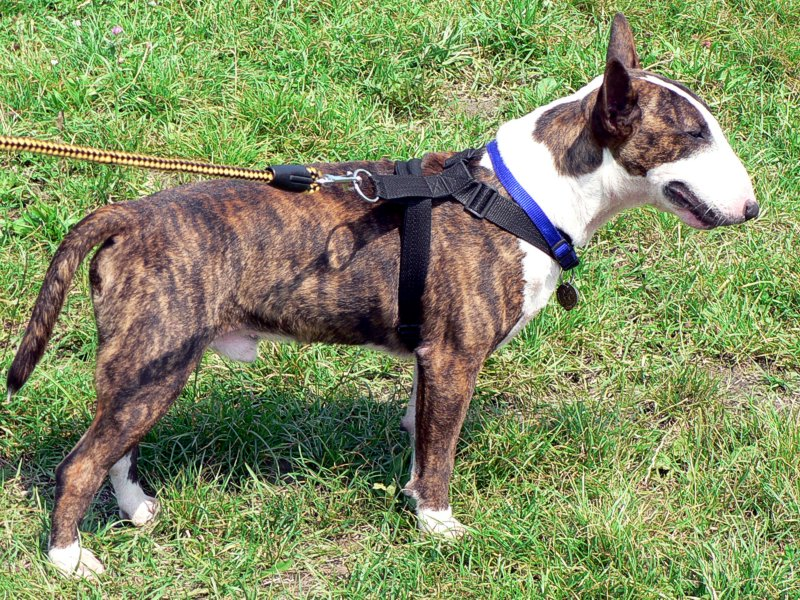
불 테리어

불 테리어(Bull Terrier)는 불도그와 테리어를 교배하여 개량한 몸집이 중간 크기인 개다. 몸무게는 23~28kg이고, 어깨 높이 46~56cm이며 수명은 10년에서 14년 정도이다. 불도그처럼 묵직해 보이고 온순한 한편 테리어처럼 영리하고 민첩하다. 두 가지 변종이 있는데, 흰 종과 갈색이나 적갈색 바탕에 흰 얼룩이 박힌 종이 있다. 영국에서는 불 테리어를 투견용이나 쥐잡이용으로 썼다. 힘이 세며, 오늘날에는 애완동물로 많이 기른다. 초보자가 키우기에는 부적합하다.

## 역사
18세기 불도그와 지금은 멸종한 화이트 잉글리시 테리어 품종이 교배된 '불 엔드 테리어' 품종에서 시작되었으며, 투견으로 사용할 목적으로 육종되었다. 불 테리어와 스태퍼드셔 불 테리어는 이 종을 공동 조상으로 삼는다. 이후 영국에서 토이 멘체스터 테리어와 휘핏을 교배시켜 사나우면서 빠르고 민첩한 품종을 얻게 되었다. 1860년 경에는 버밍엄의 개 상인 제임스 힝크스가 잉글리시 화이트 테리어, 달마티안, 스페니쉬 포인터로 추정되는 종들과 교배시키면서 오늘날과 같은 불 테리어 품종이 생겨나게 되었다. 불 테리어는 19세기 후반에 투견 애호가들에게 상당히 인기있는 품종이었다. 그러나 당시 불 테리어는 흰색이었는데, 흰색 품종에게는 난청 현상이 잘 유전되는 단점이 있었다. 따라서 이를 방지하기 위해 1920년대에 불 테리어의 흰 털에 별도의 색이 추가되었다.

## 특징
투견을 목적으로 육종되었던 만큼 대체로 공격적인 성향을 가지고 있으나 현재는 반려견으로 널리 이용되기도 한다.
머리는 길고 달걀 모양이며, 정면에서 보았을 때 가운데가 볼록하다. 삼각형 모양의 눈은 눈꼬리가 위를 향하며 눈 주위가 움푹 패여 있다. 눈 색은 주로 검은색이나 암갈색이다. 코는 검은색으로 앞부분이 아래를 향하고 콧구멍이 큰 편이다. 귀는 크기가 작고 곧게 세워져 있으며 귀 사이 간격이 좁다. 치아는 가윗날 모양의 배합으로 윗니가 아랫니를 완전히 덮을 수 있는 구조이다.
불 테리어의 몸통은 짧고 근육이 발달되었고 두터우면서 폭이 넓은 가슴을 가진다. 발은 둥근 모양이며 발가락은 아치 모양이다. 다리는 일직선으로 뼈가 크고 두꺼우며 허벅지의 힘이 좋다. 꼬리는 짧고 끝이 가는데, 대부분 몸통과 수평을 유지한다. 털은 짧고 억세지만 어느 정도 윤기가 있으며, 털의 색 종류에는 순백색, 붉은색, 엷은 황갈색, 검은색, 파란색 등이 있다.

## 주요 질병
주요 질병으로는 두드러기, 곤충에 의한 물림 증세, 가려움 등의 증세가 대표적으로 보고되어 있다. 그 외에도 고혈압, 뇌졸중, 동맥경화, 위궤양, 당뇨병, 결막염, 각막염, 심장판막증, 백선, 지루성 피부염 등도 물론 걸릴 수도 있다.

## 대중 문화
- 테리 야마모토 원작의 만화영화 "달려라 바우"에 등장하는 주인공 개의 품종이 불 테리어이다.

## 같이 보기
- 보스턴 테리어
- 불도그
- 프렌치 불도그